# 25-й меридіан східної довготи
25-й меридіан східної довготи — лінія довготи, що лежить на 25 градусів східніше Гринвіцького меридіана. Вона проходить від Північного полюса через Північний Льодовитий океан, Європу, Африку, Індійський океан, Південний океан та Антарктиду до Південного полюса.
25-й меридіан східної довготи формує велике коло разом із 155-тим меридіаном західної довготи.

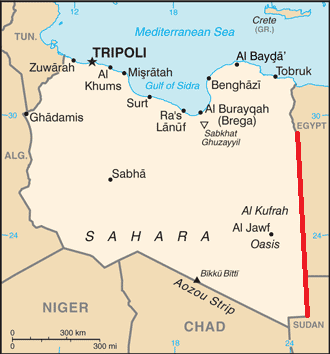
Через 24-й меридіан східної довготи проходить частина кордону між Лівією та Єгиптом, а також частина кордону між Лівією та Суданом

Через меридіан проходить частина кордону між Лівією та Єгиптом, а також частина кордону між Лівією та Суданом.

## Список географічних об'єктів, що перетинає 25° сх. д.
Починаючи на Північному полюсі та рухаючись до Південного полюса, 25-й меридіан східної довготи проходить через:
| Координати                                                 | Країна, територія або море             | Примітки |
| ---------------------------------------------------------- | -------------------------------------- | --- |
| 90°0′ пн. ш. 25°0′ сх. д. / 90.000° пн. ш. 25.000° сх. д.  | Північний Льодовитий океан             | |
| 80°15′ пн. ш. 25°0′ сх. д. / 80.250° пн. ш. 25.000° сх. д. | Норвегія                               | Шпіцберген — проходить через острів Північно-Східна Земля |
| 79°20′ пн. ш. 25°0′ сх. д. / 79.333° пн. ш. 25.000° сх. д. | Баренцове море                         | |
| 76°29′ пн. ш. 25°0′ сх. д. / 76.483° пн. ш. 25.000° сх. д. | Норвегія                               | Шпіцберген — проходить через острів Надії |
| 76°26′ пн. ш. 25°0′ сх. д. / 76.433° пн. ш. 25.000° сх. д. | Баренцове море                         | |
| 71°2′ пн. ш. 25°0′ сх. д. / 71.033° пн. ш. 25.000° сх. д.  | Норвегія                               | |
| 68°37′ пн. ш. 25°0′ сх. д. / 68.617° пн. ш. 25.000° сх. д. | Фінляндія                              | |
| 65°38′ пн. ш. 25°0′ сх. д. / 65.633° пн. ш. 25.000° сх. д. | Балтійське море                        | Ботнічна затока |
| 65°3′ пн. ш. 25°0′ сх. д. / 65.050° пн. ш. 25.000° сх. д.  | Фінляндія                              | Проходить через острів Хайлуото[en] |
| 65°2′ пн. ш. 25°0′ сх. д. / 65.033° пн. ш. 25.000° сх. д.  | Балтійське море                        | Ботнічна затока |
| 64°55′ пн. ш. 25°0′ сх. д. / 64.917° пн. ш. 25.000° сх. д. | Фінляндія                              | Проходить через Гельсінкі |
| 60°10′ пн. ш. 25°0′ сх. д. / 60.167° пн. ш. 25.000° сх. д. | Балтійське море                        | Фінська затока |
| 59°39′ пн. ш. 25°0′ сх. д. / 59.650° пн. ш. 25.000° сх. д. | Естонія                                | Проходить через острів Пранґлі |
| 59°37′ пн. ш. 25°0′ сх. д. / 59.617° пн. ш. 25.000° сх. д. | Балтійське море                        | Фінська затока |
| 59°29′ пн. ш. 25°0′ сх. д. / 59.483° пн. ш. 25.000° сх. д. | Естонія                                | Проходить східніше Таллінн |
| 58°0′ пн. ш. 25°0′ сх. д. / 58.000° пн. ш. 25.000° сх. д.  | Латвія                                 | |
| 56°18′ пн. ш. 25°0′ сх. д. / 56.300° пн. ш. 25.000° сх. д. | Литва                                  | Проходить західніше Вільнюса |
| 54°9′ пн. ш. 25°0′ сх. д. / 54.150° пн. ш. 25.000° сх. д.  | Білорусь                               | |
| 51°55′ пн. ш. 25°0′ сх. д. / 51.917° пн. ш. 25.000° сх. д. | Україна                                | Волинська область — проходить західніше Луцька Львівська область — проходить східніше Золочева Тернопільська область — проходить східніше Бережан Івано-Франківська область — проходить через Коломию Чернівецька область |
| 47°44′ пн. ш. 25°0′ сх. д. / 47.733° пн. ш. 25.000° сх. д. | Румунія                                | |
| 43°44′ пн. ш. 25°0′ сх. д. / 43.733° пн. ш. 25.000° сх. д. | Болгарія                               | |
| 41°23′ пн. ш. 25°0′ сх. д. / 41.383° пн. ш. 25.000° сх. д. | Греція                                 | |
| 40°57′ пн. ш. 25°0′ сх. д. / 40.950° пн. ш. 25.000° сх. д. | Егейське море                          | Проходить західніше острова Лемнос, Греція |
| 39°33′ пн. ш. 25°0′ сх. д. / 39.550° пн. ш. 25.000° сх. д. | Греція                                 | Проходить через острів Айос-Ефстратіос |
| 39°29′ пн. ш. 25°0′ сх. д. / 39.483° пн. ш. 25.000° сх. д. | Егейське море                          | |
| 37°46′ пн. ш. 25°0′ сх. д. / 37.767° пн. ш. 25.000° сх. д. | Греція                                 | Проходить через найсхіднішу точку острова Андрос |
| 37°46′ пн. ш. 25°0′ сх. д. / 37.767° пн. ш. 25.000° сх. д. | Егейське море                          | |
| 37°40′ пн. ш. 25°0′ сх. д. / 37.667° пн. ш. 25.000° сх. д. | Греція                                 | Проходить через острів Тінос |
| 37°38′ пн. ш. 25°0′ сх. д. / 37.633° пн. ш. 25.000° сх. д. | Егейське море                          | Проходить східніше острова Сірос, Греція |
| 36°59′ пн. ш. 25°0′ сх. д. / 36.983° пн. ш. 25.000° сх. д. | Греція                                 | Проходить через острів Деспотіко |
| 36°57′ пн. ш. 25°0′ сх. д. / 36.950° пн. ш. 25.000° сх. д. | Егейське море                          | Проходить між островами Фолегандрос та Сікінос, Греція |
| 36°36′ пн. ш. 25°0′ сх. д. / 36.600° пн. ш. 25.000° сх. д. | Середземне море                        | Критське море |
| 35°25′ пн. ш. 25°0′ сх. д. / 35.417° пн. ш. 25.000° сх. д. | Греція                                 | Проходить через острів Крит |
| 34°56′ пн. ш. 25°0′ сх. д. / 34.933° пн. ш. 25.000° сх. д. | Середземне море                        | Лівійське море |
| 31°57′ пн. ш. 25°0′ сх. д. / 31.950° пн. ш. 25.000° сх. д. | Лівія                                  | |
| 31°30′ пн. ш. 25°0′ сх. д. / 31.500° пн. ш. 25.000° сх. д. | Єгипет                                 | |
| 30°50′ пн. ш. 25°0′ сх. д. / 30.833° пн. ш. 25.000° сх. д. | Лівія                                  | Приблизно на 12 км |
| 30°44′ пн. ш. 25°0′ сх. д. / 30.733° пн. ш. 25.000° сх. д. | Єгипет                                 | |
| 29°15′ пн. ш. 25°0′ сх. д. / 29.250° пн. ш. 25.000° сх. д. | Становить кордон між Лівією та Єгиптом | |
| 22°0′ пн. ш. 25°0′ сх. д. / 22.000° пн. ш. 25.000° сх. д.  | Становить кордон між Лівією та Суданом | |
| 20°0′ пн. ш. 25°0′ сх. д. / 20.000° пн. ш. 25.000° сх. д.  | Судан                                  | |
| 9°58′ пн. ш. 25°0′ сх. д. / 9.967° пн. ш. 25.000° сх. д.   | Південний Судан                        | |
| 7°58′ пн. ш. 25°0′ сх. д. / 7.967° пн. ш. 25.000° сх. д.   | Центральноафриканська Республіка       | |
| 5°0′ пн. ш. 25°0′ сх. д. / 5.000° пн. ш. 25.000° сх. д.    | ДР Конго                               | |
| 11°15′ пд. ш. 25°0′ сх. д. / 11.250° пд. ш. 25.000° сх. д. | Замбія                                 | |
| 17°36′ пд. ш. 25°0′ сх. д. / 17.600° пд. ш. 25.000° сх. д. | Намібія                                | Смуга Капріві |
| 17°43′ пд. ш. 25°0′ сх. д. / 17.717° пд. ш. 25.000° сх. д. | Ботсвана                               | Проходить через солончак Макгадігаді-Пан |
| 25°45′ пд. ш. 25°0′ сх. д. / 25.750° пд. ш. 25.000° сх. д. | ПАР                                    | Північно-Західна провінція Північнокапська провінція — приблизно на 8 км Північно-Західна провінція Північнокапська провінція — приблизно на 8 км Фрі-Стейт Північнокапська провінція Східнокапська провінція             |
| 33°59′ пд. ш. 25°0′ сх. д. / 33.983° пд. ш. 25.000° сх. д. | Індійський океан                       | |
| 60°0′ пд. ш. 25°0′ сх. д. / 60.000° пд. ш. 25.000° сх. д.  | Південний океан                        | |
| 70°7′ пд. ш. 25°0′ сх. д. / 70.117° пд. ш. 25.000° сх. д.  | Антарктида                             | Проходить через Землю Королеви Мод (претендує Норвегія) |